# 凤西街道
凤西街道，原为西外镇，是中华人民共和国四川省达州市通川区下辖的一个乡镇级行政单位。2019年12月，撤销西外镇，设立凤西街道，以原西外镇柏阁社区、新锦社区、柏林口社区、蒲家嘴社区、白庙社区、西河社区、高峰洞社区、五里店社区、邱家店社区、石莲花社区、长岭社区、龙家庙村所属行政区域为凤西街道的行政区域，将原西外镇文凤社区所属行政区域划归西城街道管辖。

## 行政区划
凤西街道下辖以下地区：
柏阁社区、新锦社区、柏林口社区、高峰洞社区、白庙社区、蒲家嘴社区、西河社区、石莲花社区、邱家店社区、长岭社区、五里店社区、凤凰村和龙家庙村。